# Giulio Gabrielli (1601–1677)
Giulio Gabrielli (ur. w 1601 w Rzymie, zm. 31 sierpnia 1677 tamże) – włoski kardynał.

## Życiorys
Urodził się w 1601 roku w Rzymie, jako syn Antonia Gabrielliego i Prudenzii Lancellotti. W młodości został referendarzem Najwyższego Trybunału Sygnatury Apostolskiej i klerykiem, a następnie dziekanem Kamery Apostolskiej. 16 grudnia 1641 roku został kreowany kardynałem diakonem i otrzymał diakonię Santa Maria Nuova. 10 lutego 1642 roku został wybrany biskupem Ascoli Piceno, a 27 kwietnia przyjął sakrę. W latach 1643–1646 był współlegatem Francesca Barberiniego w Urbino, a w okresie 1655–1656 – protodiakonem. 6 marca 1656 roku został podniesiony do rangi kardynała prezbitera i otrzymał kościół tytularny Santa Prisca. W latach 1667–1668 był protoprezbiterem. 30 stycznia 1668 roku został podniesiony do rangi kardynała biskupa i otrzyma diecezję suburbikarną Sabina. W tym samym roku zrezygnował z zarządzania diecezją Ascoli Piceno, a przez kolejne dwa lata pełnił funkcję administratora diecezji Rieti. Zmarł 31 sierpnia 1677 roku w Rzymie.